# 王麓水
王麓水（1913年—1945年12月13日），又名培岳、松斌，萍乡市芦溪县长丰乡宗里村人，八路军军事将领。
1927年，王麓水加入中国工农红军，在湘赣边区苏维埃政府机关担任秘书工作，长征时期，担任红一军团第二师五团政委，后任八路军115师685团政治部副主任，在平型关战役中负伤。1938年，伤愈后的王麓调任115师补充团任政委，组织风陵渡战役。1939年，调到晋西支队，担任政治部主任。1942年，调往山东纵队一旅政治委员。1943年，任鲁南军区政委兼中共鲁南区党委书记，后任山东军区第八师师长兼政委，1945年12月在进攻山东滕县县城时负伤身亡。